# Конкордія (Канзас)
Конкордія (англ. Concordia) — місто (англ. city) в США, в окрузі Клауд штату Канзас. Населення — 5111 особа (2020).

## Географія
Конкордія розташована за координатами 39°33′55″ пн. ш. 97°38′49″ зх. д. / 39.56528° пн. ш. 97.64694° зх. д. (39.565382, -97.646822).  За даними Бюро перепису населення США в 2010 році місто мало площу 11,18 км², уся площа — суходіл.

### Клімат
| Клімат : Конкордія                                      | Клімат : Конкордія | Клімат : Конкордія | Клімат : Конкордія | Клімат : Конкордія | Клімат : Конкордія | Клімат : Конкордія | Клімат : Конкордія | Клімат : Конкордія | Клімат : Конкордія | Клімат : Конкордія | Клімат : Конкордія | Клімат : Конкордія | Клімат : Конкордія |
| Показник                                                | Січ.               | Лют.               | Бер.               | Квіт.              | Трав.              | Черв.              | Лип.               | Серп.              | Вер.               | Жовт.              | Лист.              | Груд.              | Рік                |
| Абсолютний максимум, °C                                 | 25,6               | 30,0               | 36,1               | 37,8               | 38,9               | 42,8               | 45,6               | 46,7               | 44,4               | 38,9               | 29,4               | 27,8               | 46,7               |
| Середній максимум, °C                                   | 3,7                | 6,3                | 12,6               | 18,3               | 23,4               | 29,4               | 32,6               | 31,4               | 26,7               | 19,5               | 11,2               | 4,2                | 18,3               |
| Середня температура, °C                                 | −1,9               | 0,4                | 6,1                | 11,7               | 17,3               | 23,0               | 26,2               | 25,1               | 20,0               | 13,0               | 5,3                | −1,1               | 12,1               |
| Середній мінімум, °C                                    | −7,4               | −5,4               | −0,3               | 5,1                | 11,1               | 16,6               | 19,7               | 18,6               | 13,3               | 6,6                | −0,5               | −6,4               | 5,9                |
| Абсолютний мінімум, °C                                  | −36,1              | −31,7              | −23,9              | −10                | −4,4               | 5,0                | 7,8                | 5,0                | −1,7               | −10                | −26,1              | −32,2              | −36,1              |
| Середня кількість сонячних годин на місяць              | 195,5              | 189,0              | 231,6              | 265,4              | 303,0              | 337,6              | 356,0              | 322,6              | 260,0              | 238,7              | 178,1              | 167,7              | 3045               |
| Норма опадів, мм                                        | 15                 | 20                 | 51                 | 62                 | 106                | 103                | 100                | 80                 | 74                 | 49                 | 28                 | 22                 | 708                |
| Днів з опадами                                          | 4,7                | 5,1                | 7,4                | 8,8                | 12,0               | 10,9               | 8,4                | 8,5                | 7,4                | 6,9                | 5,2                | 5,1                | 90,4               |
| Днів зі снігом                                          | 3,3                | 2,8                | 1,9                | 0,5                | 0,1                | 0                  | 0                  | 0                  | 0                  | 0,1                | 1,5                | 3,1                | 13,3               |
| Вологість повітря, %                                    | 70.9               | 69.4               | 65.3               | 64.1               | 67.9               | 66.7               | 62.3               | 64.6               | 67.6               | 64.1               | 69.8               | 71.6               | 67.0               |
| ------------------------------------------------------- | ------------------ | ------------------ | ------------------ | ------------------ | ------------------ | ------------------ | ------------------ | ------------------ | ------------------ | ------------------ | ------------------ | ------------------ | ------------------ |
| Джерело: NOAA/NWS (relative humidity and sun 1961–1990) |                    |                    |                    |                    |                    |                    |                    |                    |                    |                    |                    |                    |                    |

## Демографія
Згідно з переписом 2010 року, у місті мешкало 5395 осіб у 2186 домогосподарствах у складі 1301 родини. Густота населення становила 483 особи/км².  Було 2545 помешкань (228/км²).
Расовий склад населення:
| - 95,3 % — білих - 0,8 % — чорних або афроамериканців - 0,4 % — корінних американців - 0,2 % — азіатів - 1,4 % — осіб інших рас |

До двох чи більше рас належало 1,9 %. Частка іспаномовних становила 4,3 % від усіх жителів.
За віковим діапазоном населення розподілялося таким чином: 22,3 % — особи молодші 18 років, 57,6 % — особи у віці 18—64 років, 20,1 % — особи у віці 65 років та старші. Медіана віку мешканця становила 38,7 року. На 100 осіб жіночої статі у місті припадало 91,1 чоловіків;  на 100 жінок у віці від 18 років та старших — 87,7 чоловіків також старших 18 років.
Середній дохід на одне домашнє господарство  становив 45 136 доларів США (медіана — 34 293), а середній дохід на одну сім'ю — 54 870 доларів (медіана — 41 758). Медіана доходів становила 37 083 долари для чоловіків та 26 852 долари для жінок. За межею бідності перебувало 17,7 % осіб, у тому числі 17,0 % дітей у віці до 18 років та 7,8 % осіб у віці 65 років та старших.
Цивільне працевлаштоване населення становило 2562 особи. Основні галузі зайнятості: освіта, охорона здоров'я та соціальна допомога — 27,2 %, роздрібна торгівля — 15,0 %, мистецтво, розваги та відпочинок — 11,9 %, виробництво — 9,7 %.